# Пентагон
Пентаго́н (англ. The Pentagon от греч. πεντάγωνον «пятиугольник») — штаб-квартира Министерства обороны США в здании, имеющем форму правильного пятиугольника. Находится по адресу: Арлингтон, Виргиния 22202, США.
Как символ американских военных часто «Пентагон» метонимически обозначает Министерство обороны США.

## Здание
До постройки в 2015—2022 годах здания Суратской алмазной биржи Пентагон (получил своё название из-за формы в плане) был крупнейшим в мире офисным зданием, принадлежащим одному владельцу (в данном случае Министерству обороны США). Занимает 14-ю строчку в списке крупнейших зданий и сооружений мира (по площади помещений). Строительство Пентагона, в котором разместилось Министерство обороны США, велось с 1941 по 1943 год. Длина каждой из пяти сторон здания равна 281 м, периметр — около 1405 м, суммарная длина коридоров — 28 км, а общая площадь пяти этажей — 604 000 м². Здание имеет пять надземных и два подземных этажа, высота надземной части — 23,5 м. В здании насчитывается 7754 окна. В здании работают около 26 000 человек.
Пентагон занимает 116 000 м² (28,7 акров), и, кроме того, 21 000 м² (5,1 акров) занимает внутренний двор. Пятиугольное здание Пентагона имеет пять фасадов. Если начать перечисление с северной стороны и двигаться по часовой стрелке, то это следующие фасады: фасад с выходом на эспланаду, фасад с выходом на реку, фасад со станцией метро, фасад с выходом на южную парковку и фасад с вертолётной площадкой. На северной стороне здания находится пешеходная эспланада, которая ведёт в длинный зал длиной 180 м (600 футов), используемый для проведения церемоний.
Здание было спроектировано американским архитектором Джорджем Бергстромом (1876—1955), а его строительство было осуществлено строительной компанией Джона МакШейна из Филадельфии (штат Пенсильвания). Проект был заказан армейским командованием. По требованию генерала Брехона Сомервелла строительство здания должно было вестись ускоренными темпами, его следовало завершить уже 15 января 1943 года после начала строительных работ 11 сентября 1941 года. Наблюдением за строительством со стороны армии руководил полковник (c 17 сентября 1942 — генерал) строительных войск армии США Лесли Гровс, технический руководитель Манхэттенского проекта.
Пятиугольную форму здания подсказал план местности, когда создавались эскизы проекта, — в том месте проходили несколько дорог, которые пересекались под углом 108 градусов, а это и есть угол построения пятиугольника (пентагона). Поэтому здание с такой формой в плане органично вписывалось в транспортную инфраструктуру, и проект был утверждён. Но через некоторое время президент Рузвельт решил, что будущее здание будет закрывать вид на Вашингтон, поэтому место строительства перенесли ниже по течению реки Потомак, оставив саму планировку здания неизменной.
По официальной информации, здание имеет 5 надземных этажей и 2 подземных этажа.
По неофициальным данным, под землёй 10 этажей, с многочисленными тоннелями, отходящими от здания на десятки километров. На каждом этаже по 5 концентрических пятиугольников, или «колец», и 11 сообщающихся коридоров, которые обустроены таким образом, что в любое отдалённое место здания можно попасть всего за 7 минут. А чтобы добраться до своего рабочего места, сотрудники должны пройти мимо 2 гектаров газонов.
При строительстве Пентагона в 1942 году были предусмотрены раздельные туалеты для белых и чёрных, так что общее количество туалетов превышало санитарную норму вдвое. Правда, таблички с пояснениями «для белых» и «для цветных» не были повешены благодаря Франклину Рузвельту.
Центральная часть внутреннего двора здания была отведена под кафетерий, также имеющий форму пятиугольника и неофициально называемый Cafe Ground Zero (с англ. — «Кафе Эпицентр»). Такое «прозвище» это место получило во времена Холодной войны вследствие ожиданий, что в глазах военного руководства СССР оно выглядит как вход в подземный бункер главного штаба вооружённых сил США, а следовательно является первоочередной целью для ядерного удара.

## Террористический акт 11 сентября 2001 года
11 сентября 2001 года, в 9:37:46, объект был подвергнут террористической атаке — самолёт Боинг 757-200 (рейс 77 American Airlines) врезался в левое наружное крыло Пентагона, в котором располагается командование Военно-морских сил США, — оно было повреждено взрывом и огнём, часть здания обрушилась. Разрушение произошло как раз после недавно законченного длительного ремонта и реставрации этой части здания, также была установлена новая система пожаротушения.
Группа террористов-смертников захватила гражданский самолёт и направила его в здание Пентагона. Жертвами теракта стали 125 человек и 64 пассажира авиалайнера.
Боинг-757, врезавшийся в Пентагон, выполнил над Вашингтоном снижение на 2,1 км (7000 футов) с одновременным разворотом на 270 градусов при скорости 805 км/ч (500 миль в час). За 4 мин до столкновения со зданием самолёт снизился, с разворотом на 30 град, до 670 м, он приблизился к Пентагону по горизонтальной траектории (чтобы нанести зданию максимальный ущерб) на такой малой высоте, что сбил несколько фонарных столбов.
Самолёт врезался в здание на скорости 900 км/ч (250 м/с) с креном на левое крыло и под углом около 60° к фасаду здания. В бортовых топливных баках было 20 тыс. л топлива. Самолёт пробил дыру поперечником 5 м (хоть и размах крыльев самолёта 38 м), детали самолёта проникли до 95 м вглубь здания (длина самолёта 47 м). Были снесены 50 (30 уничтожены и 20 серьёзно повреждены) бетонных опор. Пилотажный штурвал и чёрный ящик — единственные детали, уцелевшие при этом.
Через 19 минут обрушилось 23 м стены, остановив пожарные работы на несколько десятков минут. Жертв могло быть больше, но за несколько месяцев до этого момента соседний сектор оказался практически пустым — в связи с ремонтными работами работники были переведены в другие сектора. Около 30 человек уцелели в крыле, куда врезался самолёт (один человек выжил в месте непосредственного попадания самолёта в здание).
В восстановленном крыле создан Мемориал Пентагона в память о погибших служащих министерства обороны США и пассажирах самолёта. Мемориал около здания Пентагона — парк со 184 скамьями, обращёнными к зданию. Во время ремонта Пентагона в 2001—2002 годах в том месте, куда врезался самолёт, была устроена небольшая внутренняя часовня.